# Hanne Nissen
Hanne Nissen (* 21. November 1970) ist eine ehemalige dänische Fußballspielerin.

## Karriere
Nissen spielte zuletzt im Seniorinnenbereich bis Ende des Jahres 1990 für den Varde IF in der 3F Ligaen, der seinerzeit höchsten Spielklasse im dänischen Frauenfußball. Sie wurde zur Spielerin des Jahres 1990 gewählt und war die erste Nationalspielerin, die der Verein hervorgebracht hatte. Danach gehörte sie im Jahr 1991 dem Odense BK und in den Jahren 1992 und 1993 der Frauenfußballabteilung des Boldklubben 1909 an.
Für die A-Nationalmannschaft kam sie in fünf Jahren in 29 Länderspielen zum Einsatz, in denen sie zehn Tore erzielte. Ihr Debüt am 15. März 1989 in Reggio nell’Emilia beim 3:2-Sieg im Freundschaftsspiel gegen die Nationalmannschaft Italiens krönte sie sogleich mit ihrem ersten Länderspieltor, dem Treffer zum Endstand in der 62. Minute. In den folgenden drei in Freundschaft ausgetragenen Länderspielen wurde sie ebenfalls berücksichtigt.
Im weiteren Verlauf bestritt sie in einem Zeitraum vom 14. Oktober 1989 bis zum 29. September 1993 elf Spiele in den EM-Qualifikationsgruppen. 1991 noch nicht berücksichtigt, wurde sie in der Finalrunde der EM 1993 eingesetzt. Das Halbfinale wurde mit 1:2 gegen die Nationalmannschaft Norwegens mit 0:1, das Spiel um Platz 3 hingegen mit 3:1 gegen die Nationalmannschaft Deutschlands gewonnen, in dem sie mit dem Tor zum 2:1 in der 35. Minute beitrug.
Des Weiteren wurde sie in den Jahren 1990 und 1993 in Agia Napa in jewels drei, im Jahr 1992 in Paralimni in zwei Spielen in den Turnieren um den „Open Nordic Cup“, die als Alternativen zum Turnier um die (seit 1982 nicht mehr durchgeführte) Nordische Meisterschaft ausgetragen wurden, berücksichtigt.
Höhepunkt in ihrer Nationalmannschaftskarriere dürfte die Teilnahme bei der WM-Premiere in der Volksrepublik China gewesen sein; sie bestritt alle drei Spiele der Gruppe A – im zweiten Gruppenspiel gegen den Gastgeber erzielte sie beim 2:2-Unentschieden das Tor zur 2:1-Führung in der 55. Minute – sowie das Viertelfinale gegen die Nationalmannschaft Deutschlands, das erst in der Verlängerung mit 1:2 verloren wurde.

## Erfolge
- Dritter Europameisterschaft 1993